# Каниний Салустий
Вижте пояснителната страница за други личности с името Салустий.
Каниний Салустий (на латински: Caninius Sallustius) е политик на късната Римска република през 1 век пр.н.е.
Каниний произлиза от фамилията Канинии и вероятно е осиновен от Салустий. Той служи като квестор при Марк Калпурний Бибул († 48 пр.н.е.), който е от 51 пр.н.е. проконсул на Сирия. Едно от писмата Цицерон е адресирано до него.